# Tauba Katzenstein
Tauba Katzenstein, född 25 december 1925 i Łódź, Polen, död 28 mars 2020, var en polsk överlevare från förintelsen. Den 30 juli 2018 var hon sommarvärd i Sommar i P1.

## Biografi
Under Andra världskriget satt Katzenstein i ghettot i Łódź och i koncentrationsläger i Auschwitz, Sachsenhausen och Ravensbrück. Hon har själv sagt att hon inte vet hur hon gjorde för att överleva förintelsen, och att hon inte överlevt om kriget hade varat ett halvår till.
Katzenstein kom till Sverige med Röda Korsets "Vita bussar", via Danmark. Den första tiden i Sverige tillbringades i Lund, där de omhändertagna fick soppa och smörgås. Eftersom de tålde så lite mat begränsades deras matransoner, vilket innebar en väldig besvikelse. Katzenstein hamnade efter ett tag i Småland, dit en annan transport från Bergen-Belsen kom. Då träffade hon en ung man, som hon senare kom att vara tillsammans med i 70 år. Paret fick en son.
Katzenstein medverkade 2018 i boken "Witnesses: överlevande från förintelsen", som tilldelades Svenska fotobokspriset 2019.
Den 30 juli 2018 var hon sommarvärd i Sommar i P1 – ett program som hamnade bland de fem program som väckte flest reaktioner i sociala medier. Programmet repriserades i SR P1 den 13 april 2020.
Hon intervjuades i SVT den 26 januari 2020 i anslutning till Förintelsens minnesdag, där hon bland annat varnade för dagens antisemistism. Katzenstein avled 28 mars 2020, 94 år gammal, till följd av Covid-19.